# (1421) Esperanto
(1421) Esperanto es un asteroide que forma parte del cinturón de asteroides y fue descubierto por Yrjö Väisälä desde el observatorio de Iso-Heikkilä, Finlandia, el 18 de marzo de 1936.

## Designación y nombre
Esperanto fue designado al principio como 1936 FQ.
Más adelante se nombró por el esperanto, una lengua artificial creada a finales del siglo XIX.

## Características orbitales
Esperanto orbita a una distancia media del Sol de 3,09 ua, pudiendo acercarse hasta 2,834 ua. Tiene una excentricidad de 0,0829 y una inclinación orbital de 9,807°. Emplea en completar una órbita alrededor del Sol 1984 días.